# District de Koppal
Le district de Koppal (kannada : ಕೊಪ್ಪಳ ಜಿಲ್ಲೆ) est l'un des trente districts  de l'état du Karnataka, en Inde.

## Histoire

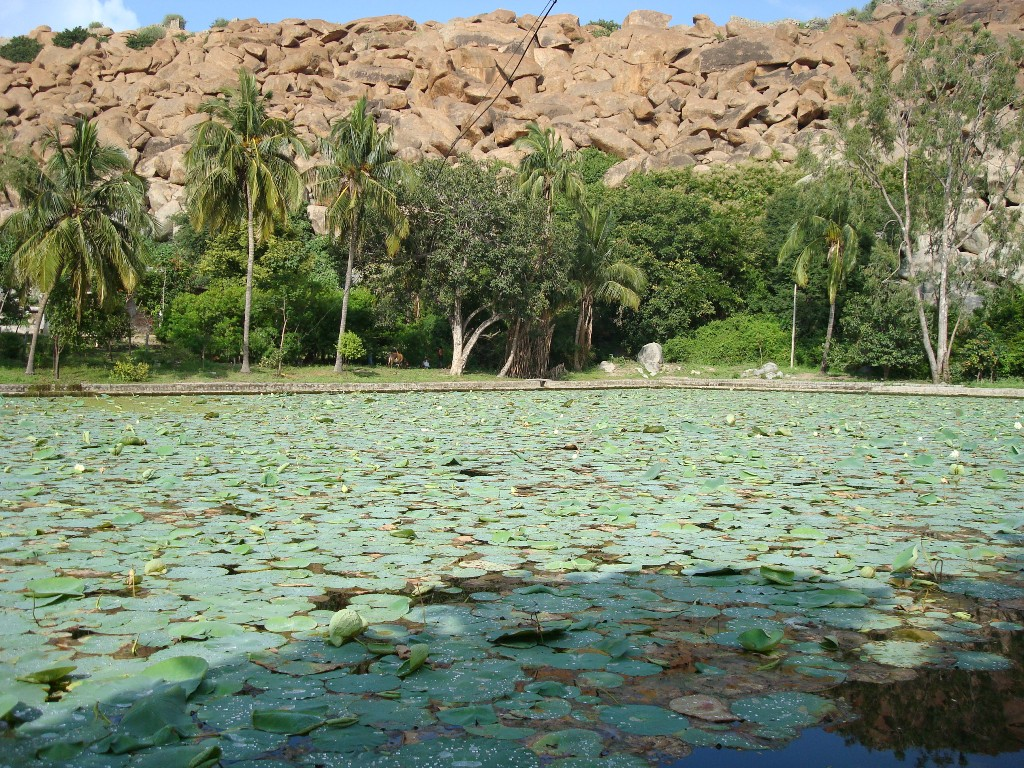
Le Pampa Sarover, lac près de Hampi.

Le district actuel est créé en 1939. Il a une histoire liée à celle de l’État de Mysore :  les  dynasties Ganga, puis Cholas, Hoysala et Vijayanagara.

## Géographie
Au recensement de 2011, sa population était de 1 805 769 habitants pour une superficie de 4 962 km2, la population est à 16,81% urbaine et à 68,9% alphabétisée. 
Son chef-lieu est la ville de Koppal.

### Hydrographie
Les cours d'eau Cauvery et ses affluents, Hemavathi, Shimsha, Lokapavani et Veeravaishnavi régulé par le barrage de Krishnarajasagar et les chutes de Jog irriguent ce district.

## Transport
Le district de Koppal a un aéroport privé situé à Ginigera est relié au reste du continent par les autoroutes SH23 et NH63 ainsi que par la ligne ferroviaire Dharwad/Bellary (ouest-est).

## Tourisme
Il y a un centre de l'héritage culturel mondial à Hampi et Anegundi est aussi un lieu culturel de destination.

## Liste des Taluks
Il est divisé en quatre Taluks :
- Koppal, Gangavati, Yalburga, Kushtagi.

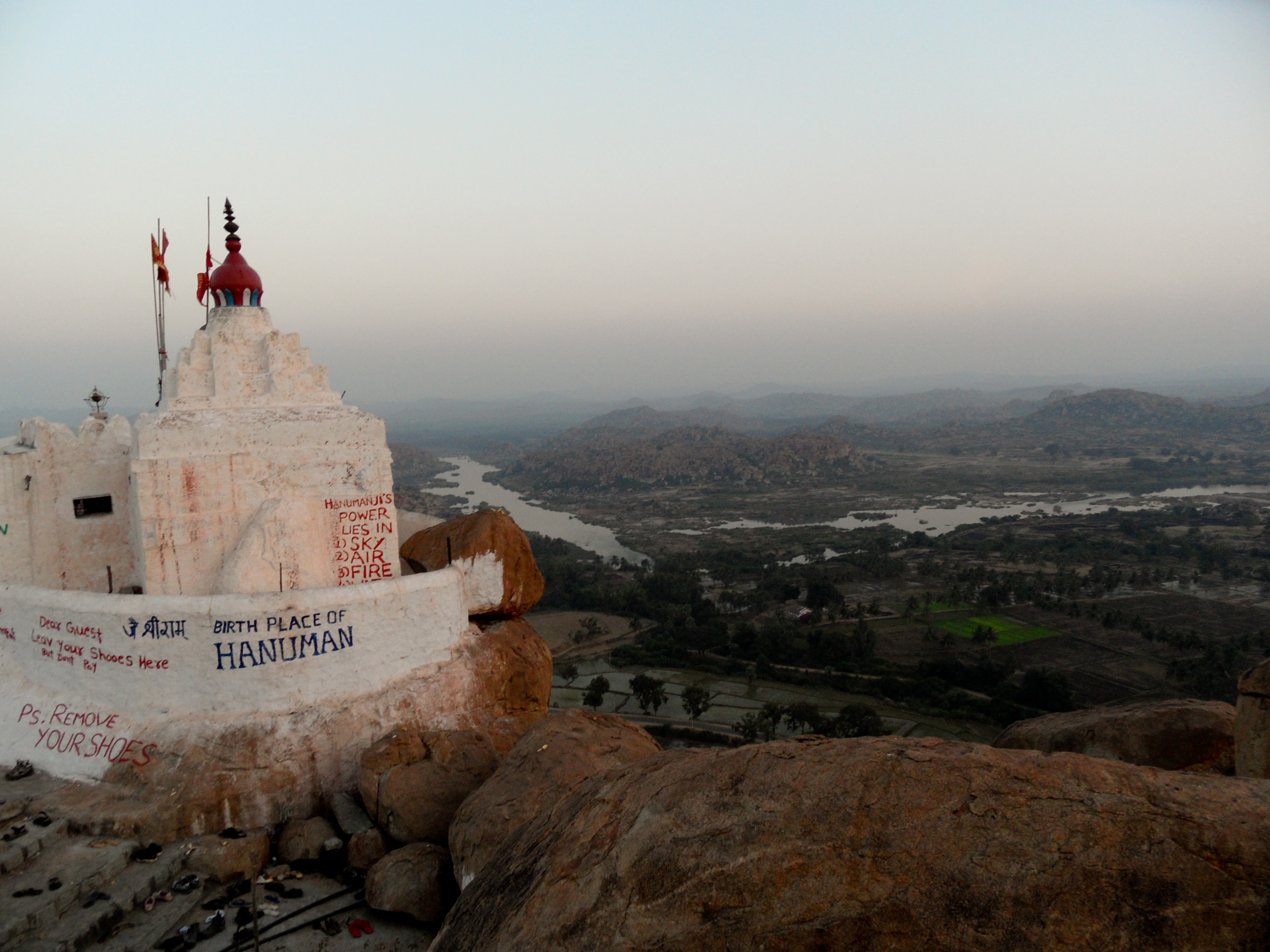
Vue d'Hampi des monts Anjaneya et d'un temple à Hanouman.
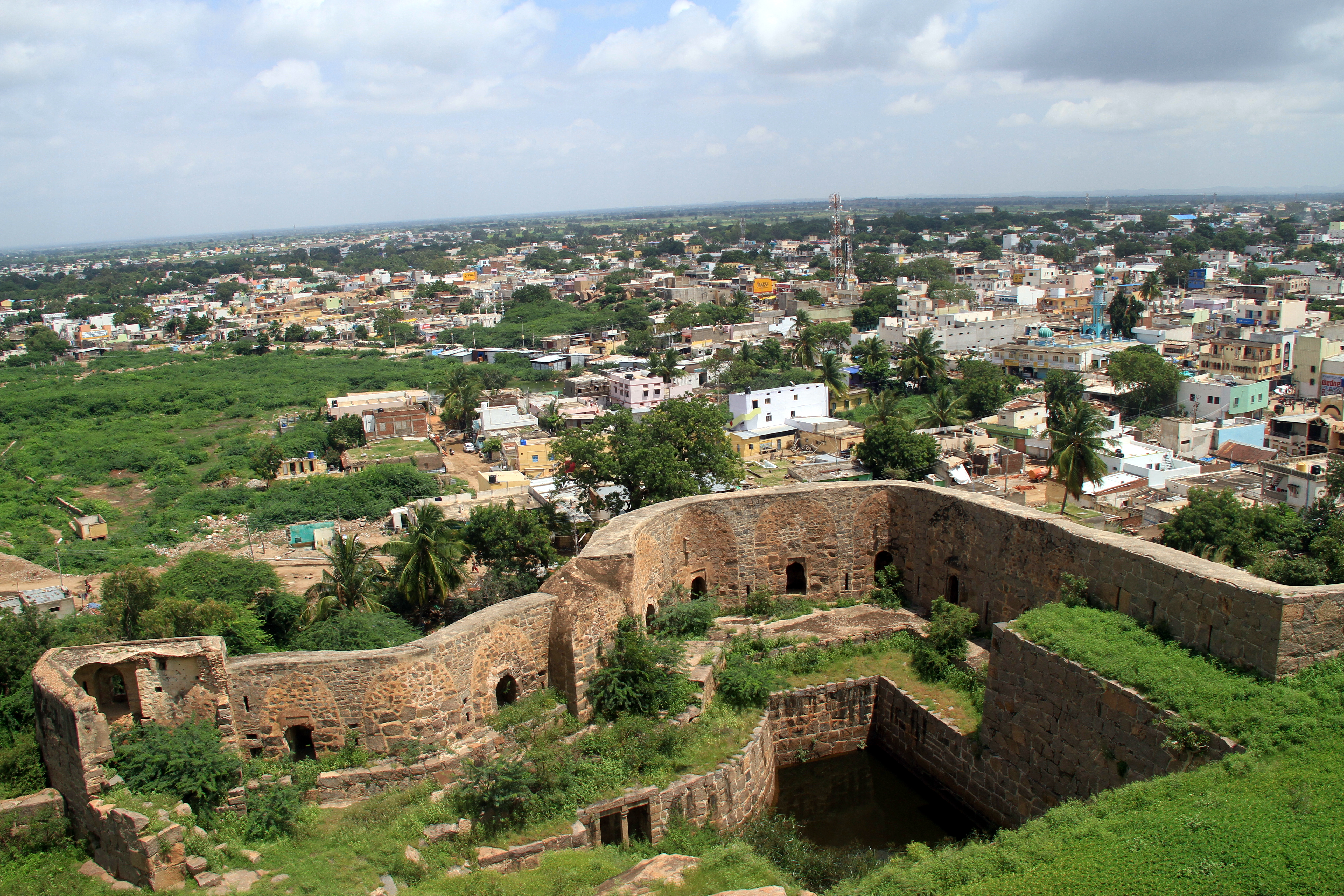
Vue de Koppal depuis le fort.
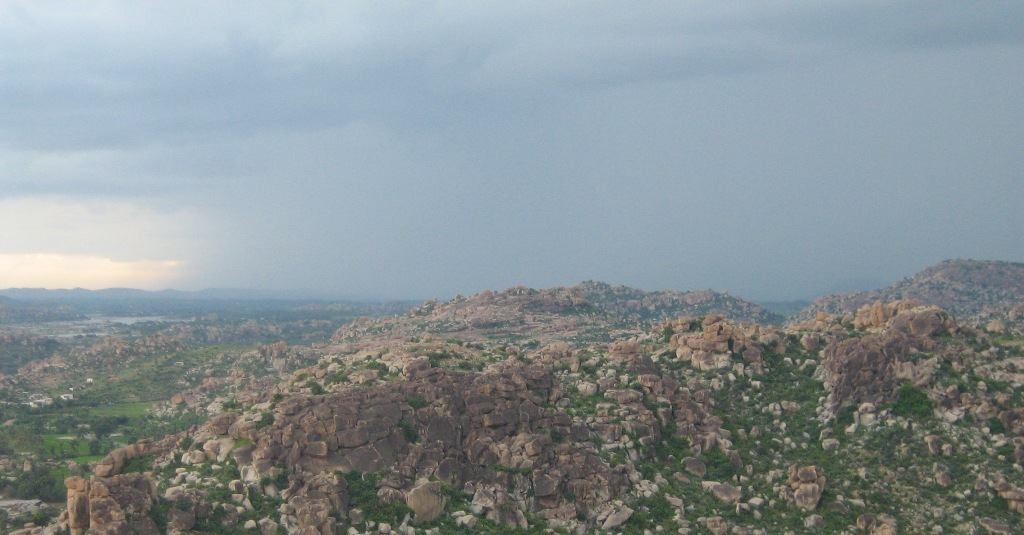
Vue de Kishkindha.
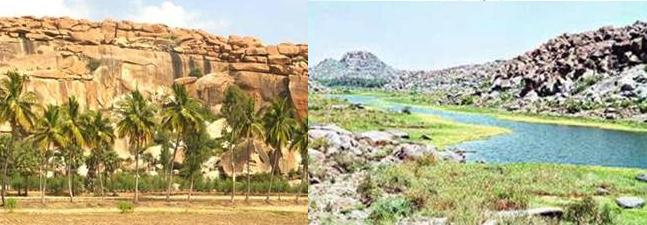
A Anegundi.
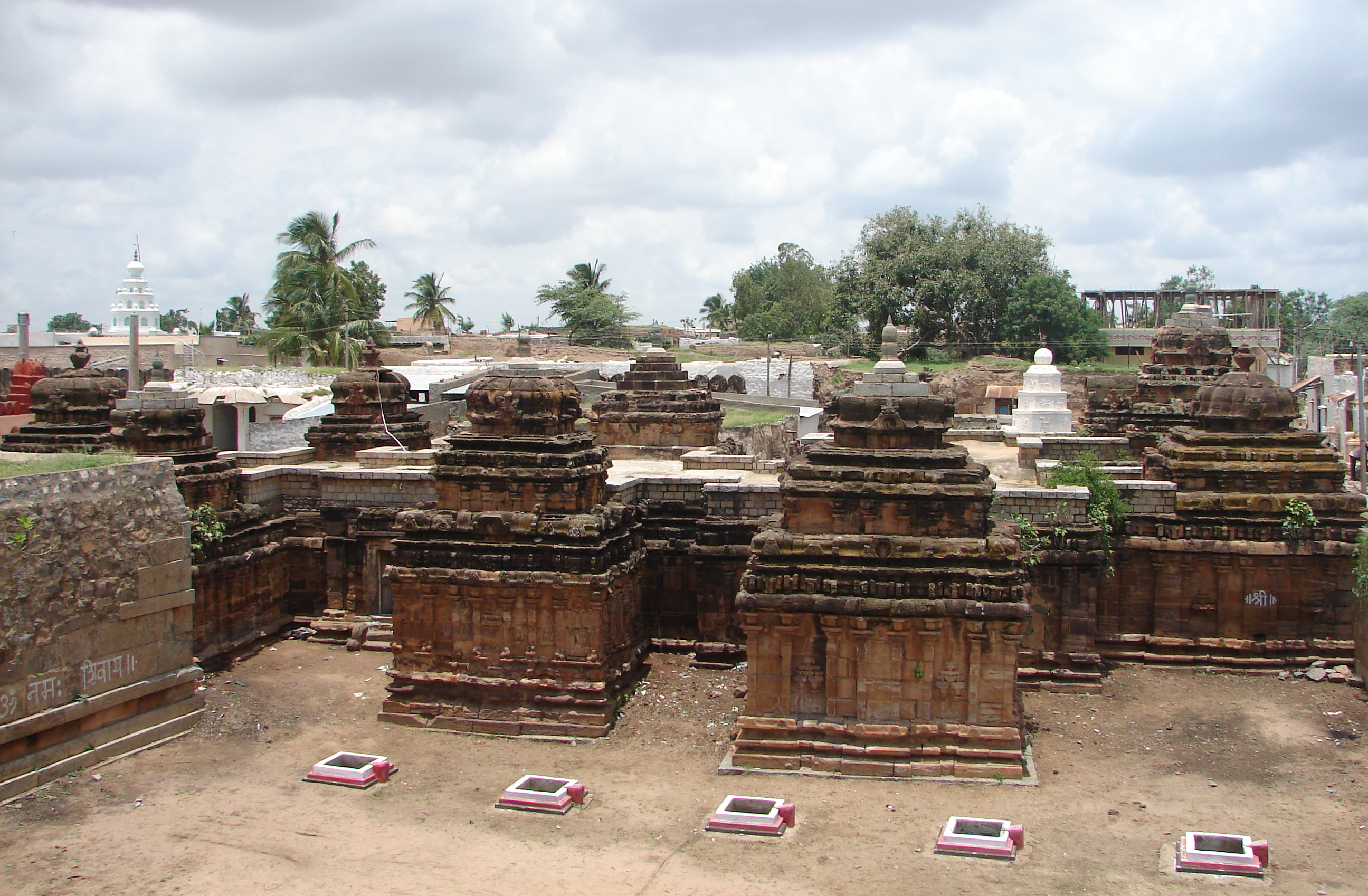
temple Navalinga à Kuknur.